# チンギスハーン・蒼き狼と白き牝鹿IV
『チンギスハーン・蒼き狼と白き牝鹿IV』（チンギスハーン・あおきおおかみとしろきめじか フォー）は、1998年に日本の光栄（現・コーエーテクモゲームス）から発売されたWindows用歴史シミュレーションゲーム。蒼き狼と白き牝鹿シリーズの第4作である。

## 概要
信長の野望シリーズ・三國志シリーズとともに「歴史三部作」のうちの一つと位置付けられた蒼き狼と白き牝鹿シリーズの第4作として「歴史三部作至高の到達点」というキャッチコピーが使われたが、現状では今作以降蒼き狼と白き牝鹿シリーズの新作は発表されておらず、歴史三部作の呼称も今作を最後に使われなくなっている。
開発は同社が行い、プロデューサーは前作に引き続きシブサワ・コウ、音楽は『太閤立志伝III』（1999年）の大井定光および、後に『真・三國無双』を手掛ける志知道彦がそれぞれ担当している。
シリーズとしては初めて拡張ソフトの「パワーアップキット」（以下「PK」と略）が1998年に発売されている。ちなみにこの時期が丁度「光栄」から「コーエー」への社名変更の時期にあたり、無印（通常版）は「光栄」名義でPKは「コーエー」名義で発売された。その後2002年より無印はコーエー定番シリーズの一つとしても販売されていたが、2005年にコーエーとしては販売を終了し、以後はソースネクストより廉価版が発売されている。また、コーエーのWebサイトにてダウンロード販売が2011年9月まで行われていた。しかし、PKについては2005年に通常版とともに販売終了となり、ソースネクストからの販売もコーエーからのダウンロード販売も行われなかった。このため本作のPK版および無印・PK同梱版は2005年以降入手が難しくなり、ネットオークションなどでは価格が高騰した（特に同梱版）。なお、ソースネクストの廉価版にPKの適用は可能だが、ダウンロード版にはPKは適用できない。Windows XPでの動作保証も無印に対してのみでPKにはされていない.
ただし、実際にはWindows XPでもPKはほぼ問題なく動作したケースが多かった。
ゲーム内容としては、全国家でのプレイが可能となり、登場する実在人物（将軍）も大幅に増加、将軍の能力値は政治・戦闘・智謀という3つの100段階数値、歩兵・騎兵・弓兵・水軍という兵科適性としての4つのSからEまでのランク、6種類の内政特技および6種類の戦闘特技の有無という細かい設定になった。また、全ての領地に将軍単位でプレイヤーが命令できるようになったことに加え、世界を1枚のマップで表現し、その上を各将軍率いるユニットが移動して内政や戦闘を行う（ただし軍隊ユニット同士や軍隊ユニットと都市との戦闘は別画面で行う）という、いわゆる箱庭内政システムが導入されている。総じて前作までとはかなり毛色の違ったゲームに感じられるが、世界を舞台としたスケールの大きさ、各地に実在の国家や人物が多数登場すること、国王の血縁者の重要性、文化圏の概念など前作までの特徴も色濃く引き継いでいる。また、前作までは歴史イベントも存在しなかったが本作ではいくつかの国に盛り込まれている。

## シナリオ
シナリオは通常版2本＋PK版2本の計4本となる。（新シナリオ1・2はパワーアップキット導入時の追加シナリオ）
シナリオ1「草原を駆る狼」 1189年
チンギス・ハーンがハーンの位についたとされる直後（第一次即位）。本作ではモンゴル編・世界編の区別は無く、最初から世界を舞台としている。
シナリオ2「蒼き狼の末裔たち」 1271年
前作「元朝秘史」のシナリオ3に相当。フビライ・ハーンの治世。
新シナリオ1「群狼たちの咆哮」 1229年
チンギス・ハーンが没し、オゴタイ・ハーンが即位した直後。バトゥやモンケらが中心。オゴタイのグラフィックが変更されているほか、シナリオ1に引き続いて登場する一部の将軍の能力が上昇している。シナリオ2の中心人物であるバイバルスや文天祥などは待機状態。日本（鎌倉幕府）では執権北条泰時が国王として扱われている。
新シナリオ2「西域よりいづる狼」 1370年
中央アジアでティムールがティムール帝国を建国した時代。元はトゴン・テムルの治世であるが、モンゴル本土のみを支配（歴史上の北元に相当）。中国は明、英仏は百年戦争、日本は室町幕府の足利義満の時代。

## 文化
本作のキーワードは「文化の交流と発展」と言え、前作同様に文化圏によって扱える兵科や有利な内政方法などが異なるが、支配範囲を拡大しつつそれぞれの文化を交流させ、各地の文化の良い部分を取り入れていくといったイメージである。「交易」や「文化アイテム」といったもので文化の交流と発展を表現している。また、文化圏による国王と将軍の相性の良し悪し（国王の出身文化圏から遠い文化圏出身の将軍の忠誠度が上がりにくいなど）があったり、将軍の出身文化圏によって兵科の相性が存在する（蒙古出身以外の将軍が蒙古騎兵を率いても本来の能力を発揮できないなど。もっとも実際の戦闘における部隊の戦闘力は、率いる将軍の戦闘能力値や戦闘特技なども影響するため、兵科の相性の良し悪しだけで部隊の強弱を計ることはできない）。

### 文化アイテム
都市には「文化アイテム」とよばれるものがある。敵国の都市を攻略するなどしてこれを入手すると自国のすべての都市の文化が上昇する。チャンパ米や朝鮮人参のように特殊な効果をもたらすものやクロスボウや震天雷のように兵科の編成に必要なものもある。そのほかに献上品にして他国との友好度を上げるために用いることも可能である。アイテムを他国に献上したり、自国都市を奪われてアイテムを保有する都市がなくなっても一度入手したアイテムは消失しない。
文化アイテムの主な入手法は他国の都市の攻略であるが、首都の特定の文化レベルが必要値以上であれば毎年夏に一定確率で開発されることがある。ただし、開発には特定の文化アイテムが必要となる（たとえば震天雷の開発には火薬が必要）場合やキーパーソンがいなければならない場合がある。また、間諜ユニットが他国の都市の破壊を成功させた際に文化アイテムを入手したり、文化アイテムを獲得するイベントが設定されている場合もある。なお、そのシナリオに登場するすべての文化アイテムを入手すると、イベント「ルネサンス」が発生し、首都の文化レベル / 備蓄金 / 備蓄食料 / 防御度と全配下将軍の忠誠がすべて最大になる。

## 都市の内政

### 文化への影響
前作までの国・地域単位から都市単位となった内政はいわゆる「箱庭内政」、すなわち都市の領域内の升目に任意に各種施設を建設し、都市を形作っていく形式となっている。
各都市には農業、牧畜、武器、戦術、航海、建築、学術、芸術、医術、工芸という10種類の文化の発展の度合いが「文化レベル」という数値で表されており、各文化に関連する施設（例えば農業文化なら田畑）を都市の領域内に建設していくことで文化レベルが上昇していく。また各都市で産出される特産品を各都市間で交易することによって都市同士を互いに文化交流させ文化レベルを高い都市から低い都市へ伝播させていくという方法も取れる。文化レベルを上昇させることによって収入が増える、その都市所属の軍隊の強さが向上する、能力の高い将軍が登用される確率が高くなる、生まれてくる国王の息子の能力が高くなる、新たな兵科が開発されるなど様々な効果が得られる。なお、あまりに文化レベルが低い場合（20未満）は、それに関連する施設の建設自体が不能である。
また、「移住」コマンドで任意の場所に新たな都市を作ったり、「廃都」コマンドで都市を消滅させられるのも大きな特徴であり、戦略的にも大きな意味を持つ（廃都コマンドはPK版およびPS版にのみ存在）。なお、移住で新たに興った都市の文化は元の都市の半分となるため、移住先の都市では前述した様に一部の施設の建築ができなくなる場合がある。

### 称号都市
交易や内政、文化アイテムの入手によって特定の文化の値が100以上（最大200）で、かつ世界一の都市にはその文化に応じた称号がつく。以下、文化に対応する称号とその効果を列挙する。
穀倉の都（農耕）
田畑からの収入が2倍になる。旱魃や寒波による凶作にならない。
牧童の都（牧畜）
牧場からの収入が2倍になる。旱魃や寒波による凶作にならない。騎馬適性の高い将軍が加わりやすく、将軍の騎馬適性が上昇することがある。この都で生まれた子供の騎馬適性も高くなりやすい（ただし、Win版ではバグのため子供や将軍の能力に関しては武器の都と入れ替わっている）。
武器の都（武器）
軍隊の攻撃力が大きく上昇する。弓兵適性の高い将軍が登場しやすくなり、生まれた子供の弓兵適性も高くなりやすい。所属する将軍が弓に関する戦闘技能を獲得することもある（ただし、Win版ではバグのため子供や将軍の能力に関しては牧童の都と入れ替わっている）。
軍人の都（戦術）
この都市に所属する軍の士気が最大となり、徴兵できる兵士数が2倍になる。戦闘能力に優れた将軍が登用できるようになる。歩兵適性が上昇したり、戦闘特技を習得する場合がある。生まれた子供の歩兵適性が高くなりやすい。
水の都（航海）
海上ユニットの移動力が2倍になり、ユニットは遭難しなくなる。将軍の水軍適性が上昇することがあり、水軍適性の高い将軍を登用したり、子供が生まれたりする。
建築の都（建築）
災害によって施設が破壊されなくなる。また、「建築の都」の特典ではなく建築文化の影響によるものだが、施設の建設が短期間ですむようになる。
学問の都（学術）
政治・知謀能力に優れた将軍が仕官し、この都市で生まれた子供の能力も同様の傾向を示すようになる。所属都市の将軍が内政特技を習得することがある。なお、「学術」の高い都市は全般的に優秀な将軍が登場しやすいため、結果的にオールマイティーな人物が仕官・誕生することが多い。
芸術の都（芸術）
施設からの金銭収入が2倍になる。この都市に所属する将軍の忠誠度が下がらなくなる。
医術の都（医術）
疫病の被害を受けなくなり、負傷兵が1ターンで全員回復する。無印・PK共にWin版では妃の懐妊率が100%になるが、PS版では懐妊率が上昇するのみにとどまる。これも「医術の都」の特典ではないが、医術の高い都市では将軍が病死しにくくなるため、将軍が長生きする。
工芸の都（工芸）
特産品の収入と交易での金銭収入が2倍になる。

## 戦争
本作では国・地域単位で軍を動かすのではなく、将軍単位で兵を率いるようになった。世界が1枚マップなのでその上をどう進行していくかも自由であり戦略性・戦術性ともに大きく向上している。前作までの国（都市）そのものを巡る攻城戦だけでなく、そこに至るまでに野戦が行われることがあるのも大きな変化である。前作よりも兵科の種類も増加し、将軍の兵科適性や特技の有無、攻城戦か野戦かによってもどの兵科を率いさせるのが有利かが変わってくる。

### 兵科
大雑把に分けて歩兵 / 騎兵 / 弓兵 / 弓騎兵 / 兵器に分類される。編成には都市の文化とアイテムによって決定されるが、自国都市間で街道や海路がつながっていればどこでも自由に編成できる。たとえば、ヨーロッパとバグダートが自国のものとなっており、街道・海路がつながっていれば日本でも騎士やアサシンを編成できる。ただし、アイテムを必要とするものはアイテムを所有する国であれば、街道・海路の有無にかかわらず編成可能である。また、特定の人物が率いると攻撃力が2倍になる兵科が存在する。

#### 歩兵
軽歩兵 / 重歩兵 / 長槍兵 / 僧兵 / バイキング / アサシン / 十字軍がある。軽歩兵は世界中で徴用できるが、他は文化やアイテムによる。特技「伏兵」があれば隠れたり、「城攻」で城壁を乗り越えることも可能。アサシンは「伏兵」が無くとも伏兵可能な上に将軍を直接殺害する「暗殺」を行うことができる。バイキングは海上での攻撃力が上昇する。通常の攻撃力は騎兵に比べて低いが、二部隊以上で敵を包囲すれば強力な「一斉攻撃」が可能。また、城門や宮殿の破壊力が高く、アイテムによってはクリティカルヒットすることもある。

#### 騎兵
槍騎兵 / 突撃騎兵 / 騎士 / ガーター騎士 / 駱駝兵 / 象兵がいる。編成には都市の支配領域内に特産品の馬、駱駝、象があることが必要条件となっている。編成できる種類は文化に左右される。攻撃力・機動力が高いが、城門・宮殿への攻撃力は低く、操作不能になり、敵味方関係なく突撃してしまう「暴走」状態になることもある。しかし、攻撃力が高く敵部隊を混乱・暴走させやすい「突撃」を行うことができる（将軍が技能「突撃」を持っていればさらに効果的）。攻撃回数はすべて1回。駱駝兵は砂漠での戦闘に力を発揮するが、イスラム圏の将軍でなければ攻撃力がおちる。象兵は最強の攻撃力を誇るが、インド・東南アジア出身でなければ力を十分に発揮できない。また、ガーター騎士は普通の騎士よりも強力だが、西欧出身将軍でなければ攻撃力が落ちる。

#### 弓兵
短弓兵 / 長弓兵 / 弩弓兵がある。短弓兵はどこでも編成できるが他は文化アイテムが必要。直接攻撃力は低いが投射攻撃力は高い。短弓兵に比べ、長弓兵 / 弩弓兵は射程が長い。他方、短弓兵は2回攻撃ができる。

#### 弓騎兵
軽弓騎兵 / 狩猟騎兵 / 武士 / 蒙古騎兵がいる。編成は特産品として馬を産出する都市でのみ可能。軽弓騎兵はアラブや北アフリカ、武士は日本、蒙古騎兵はモンゴル、狩猟騎兵は中央アジアや東欧などで編成できる。高い機動力・攻撃力・弓攻撃力に加え2回攻撃が可能。騎兵と同様、突撃ができるが、城門・宮殿への攻撃力は低く、暴走することもある。

#### 兵器
投石器 / 火砲兵 / 火炎放射器 / 攻城塔がある。編成にはいずれも文化アイテムを必要とする。直接攻撃力・機動力は低く、海上では特殊攻撃はできないものが多いが攻城戦では極めて強力なユニットとなる。投石器は投射攻撃力が非常に高く、敵を混乱させて行動不能にしやすい。射程も長くすべての障害物を越えて攻撃できる。火砲兵は投石器の特徴に加えて部隊に火災を発生させる上、より混乱・暴走させやすいが雨が降ると攻撃できなくなる。火炎放射器は直接ダメージを与えられないが、直線上全ての敵部隊と施設を炎上させる。また、海戦でも使用可能。攻城塔は城壁の外から矢を放つことができ、射程も普通の弓より長いが、野戦・海戦では短弓兵として扱われる。

## 将軍
世界各地に多数の実在人物が配置されているが、設定にも限りがあるため、実在人物以外にも「登用」コマンドの実行や国王の息子の誕生によって架空の人物が無数に登場するようになっており、人材が尽きるということはない。ただし、内部的に世界全体での将軍の数には上限が設けられている。
モンゴル帝国には能力の高い将軍が多いが、モンゴル帝国の侵略を撃退したり、激しく抵抗した武将の能力も高いことが多い。例えば、竹崎季長の戦闘能力は81、「機動」、「突撃」の戦闘特技を持ち、騎馬適性はAである。

### 血縁者
血縁者は前々作・前作に引き続き本作でも重要な要素となっている。例えば国王が寿命や戦争によって死亡した場合に血縁者がいないと即ゲームオーバーになるが、血縁者がいれば国王が死んでも彼らのうち一人を後継者としてゲームを続行できる。また、王族将軍（国王の息子など）・親族将軍（国王の兄弟など）・婿将軍（国王の娘と婚姻した将軍）は率いることのできる兵士数が一般の将軍よりも多いので戦闘において有利であるし、身分が高いということで外交の使者としても有利である。本作では将軍の忠誠度が数値で表されているため、これを管理することによって非血縁の将軍でも前々作や前作ほどは叛乱や離反の危険性は低くなっているが、前作まであった国王の血縁の将軍は絶対に裏切らないという特徴は無くなり、忠誠度が低ければ婿将軍のみならず国王の息子でも離反の可能性がある。
国王の後継者に関しては、前作までは国王が死亡した場合に後継者となれるのは国王の息子のみであったが、今作では親族将軍（国王の兄弟など）も後継者となれる上、一般の将軍でも婿将軍にすれば国王の後継者になれる（つまりゲーム内に登場するすべての将軍が後継者となり得る）という点は大きな変更である。また、PK版では「譲位」コマンドで国王の生前に王位を王族将軍に譲ることができ、任意の時期に国王世代交代ができるため、若い国王にすることによって子供の誕生確率を上げることができるほか、国王の死亡による王位継承に比べて代替わりによる配下将軍の離反に対する対策が立て易い。ただし、譲位できるのは王族将軍に対してのみで、親族将軍・婿将軍に対しては譲位できない。ちなみに、譲位した元国王はゲームから消えるわけではなく王族将軍として残る。
なおシリーズの特徴であるオルドは「宴」として、配下武将の忠誠度を上げる作業と同時に実行されることとなり、前作に比べて非常に簡素な作りになっている。王子の能力や技能は国王のそれと誕生した都市の文化レベル、妃が保有する文化に左右される。また、PKでは親族・王族将軍を王子が成人するまでの教育係とすることができ、能力や技能に補正がかかるようになっている。

## パワーアップキット版

### 追加要素
シナリオの追加
新シナリオ1 / 2が追加される。それに伴い新規の史実武将が登場し、新シナリオ専用の歴史イベントも発生する。（上記シナリオの項目参照）
コマンドの追加
廃都（すでにある都市を消滅させる）・譲位（国王の生前に王位を王族将軍に譲る）といったコマンドが実行できる。
施設の追加
軍隊ユニットが通過することができない「防壁」を建設できる（都市の範囲外にも設置可能）。
兵科の追加
新シナリオ2においてイベントにより新兵科「ガーター騎士」が徴兵できる。
「新国王」でのプレイが可能
マップ上の任意の位置に新たな都市および国王・配下将軍3名を配置してその国でのプレイが可能。同時に3カ国まで配置できる。
プレイ評価機能・年表機能を新設

### PK版のバグ
PKをインストールするとプレイそのものには問題ないものの、次のようなバグが発見された。
1. 旧来のシナリオ1におけるビザンツ帝国のオープニングイベント達成時の武将の能力アップが行われない。
2. 新兵科「ガーター騎士」を追加したことに伴う調整ミスにより、旧来のシナリオ2において各都市で徴兵可能な兵科が本来の設定からかけ離れたものになってしまっている。

コーエーはこのバグを修正するパッチファイルを作成し、希望者に対してパッチファイルの入ったフロッピーディスク2枚組を送付することで対応した。

## コンシューマー移植版
『チンギスハーン 蒼き狼と白き牝鹿IV』（PS）：1999年2月25日発売
パソコン版「パワーアップキット」よりも後の発売だが、シナリオは通常版の2本のみ。しかし、パワーアップキットで追加されたコマンドやイベントの一部が追加されていたり、一部の将軍の能力値が見直されている。パソコン版では将軍なしで運用できる「隊商ユニット」に将軍が必須であったり、妃との「宴」の演出が変更されている。また、容量の問題か世界のマップが小さくなっている。大きく違う点として徴兵の仕方があり、パソコン版では都市データ画面のチェックボックスにチェックを入れておけば自動的に徴兵されて兵士が増えていくため序盤以外は都市の兵士数を意識させられることすらほとんどないのだが、PS版では徴兵コマンドを1回1回入力して増やしていかなければならないために手間がかかるうえ、コマンド実行を忘れやすい。このためパソコン版に慣れているプレイヤーが知らずにPS版をプレイすると各都市に当然にいるはずの兵士がおらず、最も戸惑う点といえる。